# Nota OV 1969 (Den Haag)
De Nota Openbaar Vervoer 1969 (kortweg Nota OV 1969) is een nota die het begin was van grote ontwikkelingen in de regio Den Haag. Zo werd met het aannemen van de nota een belangrijke stap gezet om een Centraal Station te ontwikkelen. Ook kon een begin worden gemaakt met de Haagse semimetro en een uitgebreide spoorverbinding met satellietstad Zoetermeer worden gerealiseerd. Het plan werd in mei gepresenteerd en op 2 juni 1969 goedgekeeurd door de gemeenteraad. De gedachte voor een modernisering van de Haagse binnenstad, gaf een impuls aan het plan De Nieuwe Hout. Het verhoogde maaiveld van het nieuwe station zou worden doorgetrokken langs de kantoren van De Nieuwe Hout.

## Aanleiding
In jaren 1960 vraagt de grote groei van de gemeente Zoetermeer om een aansluiting met Den Haag maar de HTM ziet geen brood in een spoorexploitatie. In de ‘Nota Openbaar Vervoer 1969’ presenteert de gemeente de oplossing van de problemen. Een semimetro moet, in combinatie met een spoorbaan naar Zoetermeer, ‘een tramnet van vrijliggende banen en kruispunten’ opleveren want er ‘kan worden aangesloten op reeds bestaande lijnen’. Het plan wederopbouw plan uit 1963, dat een ombouw van station Staatspoor to Centraal Station ambieert wordt hierbij sterk aangepast.

## Kenmerken
Een voordeel van de nota is het kunnen uitvoeren van dit alles in een aantal fases. De eerste fase is de bouw van een Centraal Station op de plek van het Staatsspoor met boven op dit station drie aftakkingen voor deze semimetro: één over een viaduct naar het Bezuidenhout, een tweede naar het centrum langs de toenmalige Muzenstraat, en de derde "door" de Koekamp naar de Bosbrug en Scheveningen. De tweede fase zou de ondertunneling van het Spui zijn en van de Grote Marktstraat en Prinsegracht zijn met een doorbraak over de ’s-Gravenzandelaan naar de Escamplaan (bedoeld voor een ‘rechtgetrokken’ tramlijn 6).
De NS geeft aan de Zoetermeerlijn op lange termijn ondergronds naar Scheveningen te willen doortrekken. Met de bouw van het Centraal Station is daar rekening mee gehouden; onder spoor 1 en 2 en 11 en 12 zou die ruimte in de 21e eeuw nog steeds beschikbaar zijn. Doorrijden met spoorwegmaterieel vanuit Zoetermeer en de Hofpleinlijn naar het Haagse stadscentrum door middel van een ondertunneling van het gedeelte van de Juliana van Stolberglaan bij de IJsclubweg wordt als optie opengehouden.

## Semimetro
Aan de tekentafel van de gemeente tekent men de volgende semimetrolijnen; tussen haakjes staat wat/of er iets van terechtgekomen is.

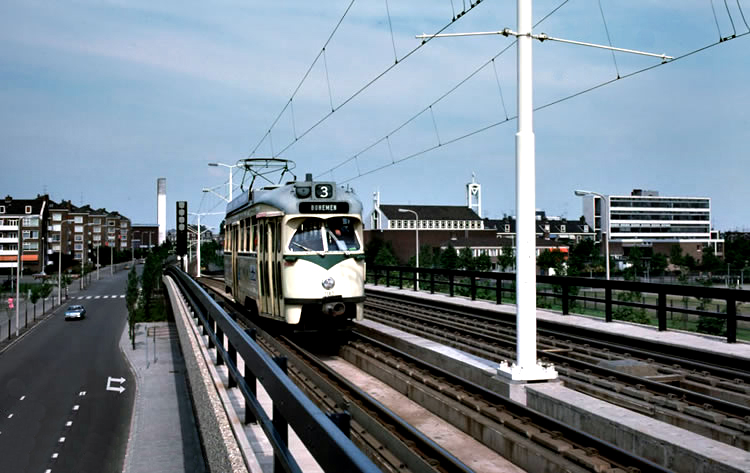
PCC tram vlak voor station Ternoot komend van de Juliana van Stolberglaan (1976)

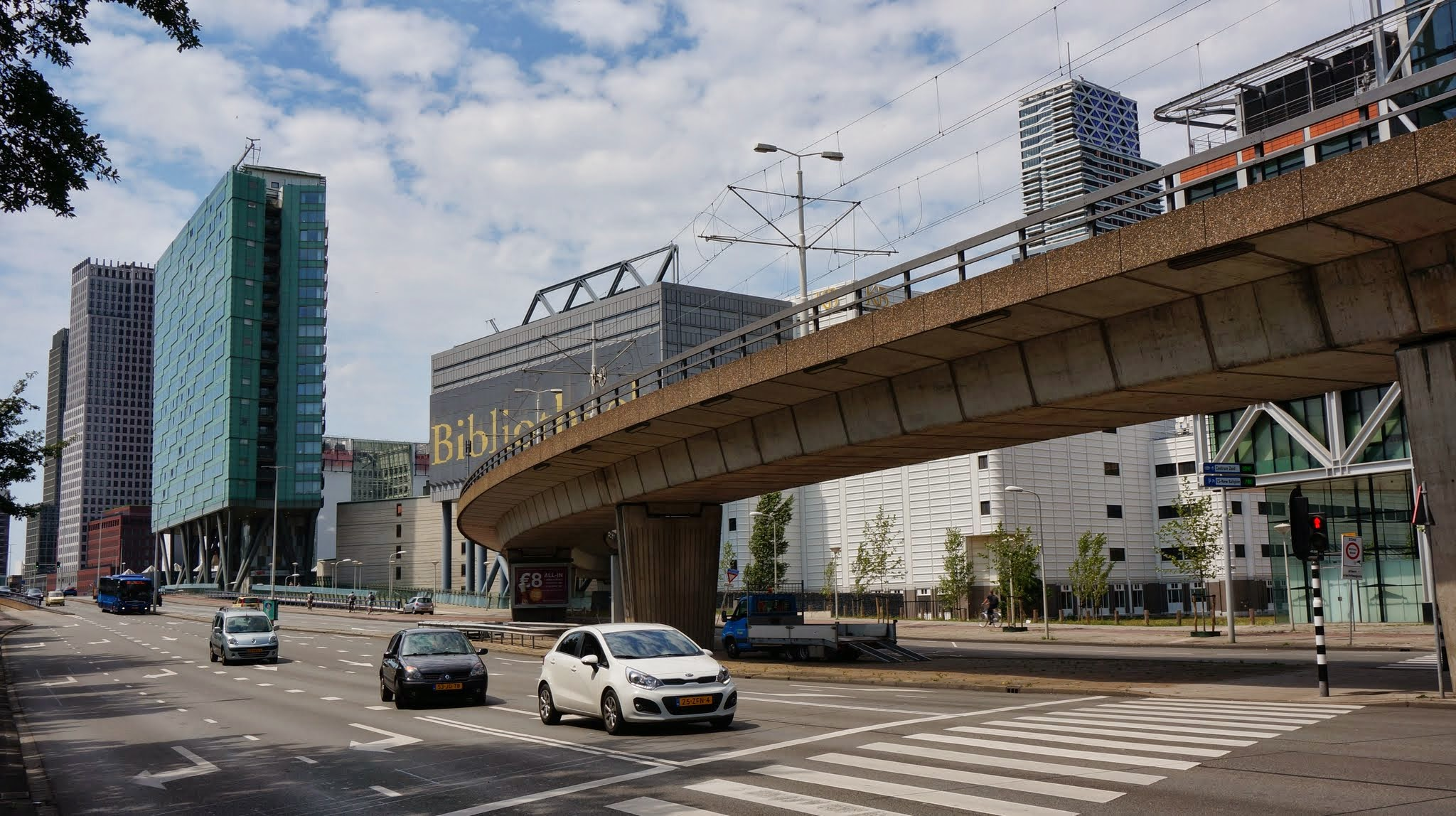
Het tramviaduct gezien richting binnenstad tussen de stations Ternoot en CS-hoog in 2014

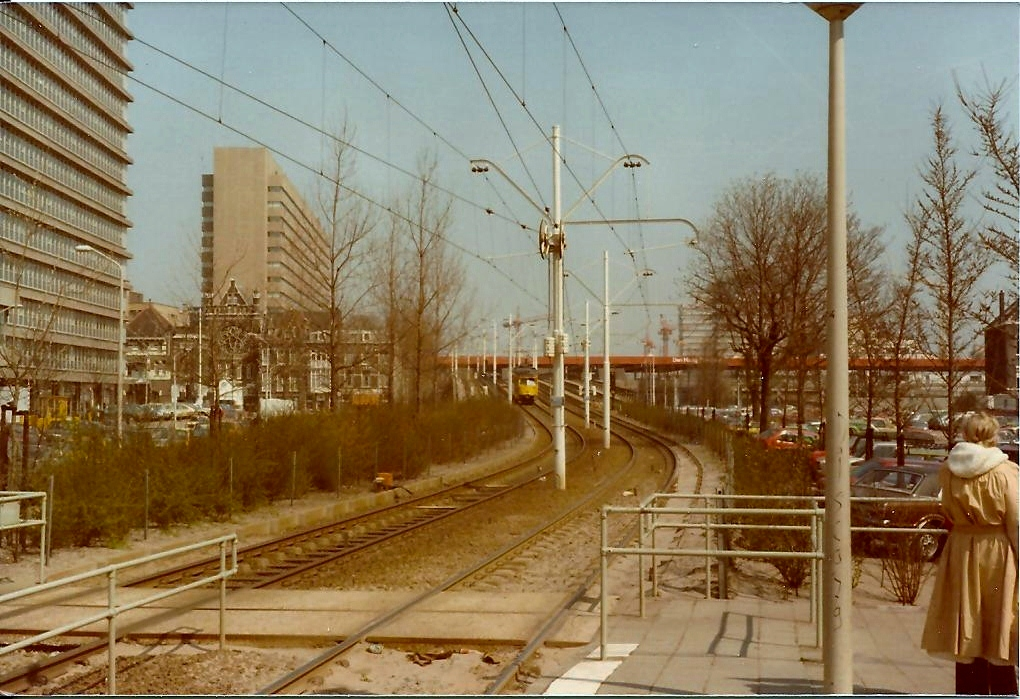
De andere kant van het traject: het inmiddels overbouwde Muzenviaduct.

- lijn 9 vanaf Centraal Station over een tramviaduct ten "noorden" of ten "zuiden" van de Koekamp naar Scheveningen (sinds 1983 rijdt lijn 9 als reguliere tramlijn "westelijk" langs de Koekamp, zonder viaduct, maar met veel vrije baan)
- lijn 8 Spui – Scheveningseweg (sinds 2003 rijdt hier lijn 1, de vrije baan op de Scheveningseweg was er al); en in de andere richting naar Rijswijk via lijn 16 (niet gerealiseerd)
- lijn 6 Leidschendam – Juliana van Stolberglaan – Grote Marktstraat – ’s-Gravenzandelaan – Escamplaan (lijn 6 niet via ’s-Gravenzandelaan, deels lijn 6 & RandstadRail 4 naar de Meppelweg)
- lijn 2 van station Laan van Nieuw Oost Indië naar Kraayenstein via Monnikendamplein (Het viaduct op de Juliana van Stolberglaan (Ternoot) gerealiseerd, in 1976. Lijn 2 in 1983 verlengd naar Kraayenstein)
- lijn 9 over de Melis Stokelaan (sinds 1974 rijd lijn 9 hier als reguliere tramlijn, wel op vrije baan)
- lijn ? over de hele Laan van Meerdervoort vanaf Kijkduin via de Javastraat naar het Benoordenhout, grotendeels de in 1966 opgeheven lijn 7 (sinds 2006 gedeeltelijk RandstadRail 3, grotendeels op bestaande vrije baan; het deel naar Kijkduin niet gerealiseerd)
- lijn 1 naar Delft (lijn 1, als gewone tramlijn die later steeds meer vrije baan kreeg); in de andere richting via Laan van Meerdervoort naar Kijkduin (niet gerealiseerd)
- Lijn 3 van Kijkduin over Laan van Meerdervoort en door centrum naar station Voorburg (uitbreiding Laan van Meerdervoort gerealiseerd)
- lijn 16 via een tunnel bij Station HS en Laakkwartier en Moerwijk naar Rijswijk Steenvoorde (gedeeltelijk de reguliere lijn 16, met veel vrije baan. De tunnel kwam er wel, maar pas in 1993-1996)
- lijn 11 op ongewijzigde route. (bijna overal vrije baan, sinds 1927)
- lijn 13 vanaf het Hollands Spoor door de Schilderswijk ruwweg langs de huidige Boekhorststraat en de Jan Hendrikstraat naar de Laan van Meerdervoort en dan naar Oostduin. (Hiervoor waren grote doorbraken nodig: niet gerealiseerd. In tegenstelling tot dit plan verdween juist de tram uit de Boekhorststraat en Koningstraat (lijn 10) en uiteindelijk werd zelfs buslijn 13 naar Oostduin opgeheven)

## Resultaat
Geconcludeerd kan worden dat er weinig vrije banen uit het plan zijn aangelegd en in de meeste gevallen gebruik gemaakt is van reeds bestaande vrije banen.
Wel werden Centraal Station en het tramviaduct tussen Muzenstraat en Juliana van Stolberglaan gebouwd. Wat ook gerealiseerd werd, is de keerlus boven het Centraal Station. De sporen van de Koekamplus waren door die keerlus heen gelegd, maar verder dan daar kwamen ze nooit. De keerlus werd als eindpunt gebruikt tot de ombouw voor RandstadRail. Toen is de parkeergarage met daarop de keerlus afgebroken, daarmee verdwenen ook de sporen voor de Koekamplus. Verder nam NS de sprinter naar Zoetermeer in dienst. Na ombouw tot Randstadrail functioneert de Zoetermeerse 'krakeling' zoals in de originele plannen. De tramtunnel werd gedeeltelijk opgeleverd in 2004, maar verlenging staat gepland als onderdeel van de 'Leyenburgcorridor'.

### Dooievaar
Het geplande viaduct voor tramlijn 9 door de Koekamp veroorzaakt controverse en lokale volkswoede. Actiegroep Dooievaar is begin jaren 1970 zeer actief in Den Haag. Het is een studiegroep van architectuurstudenten aan de Academie van Bouwkunst in Rotterdam die de diversiteit van de binnenstadskwaliteiten als uitgangspunt hadden gekozen voor hun studieproject. Zij verzetten zich tegen, in hun ogen ‘onzalige’ verkeersplannen van de gemeente Den Haag: Utrechtsebaan, een binnenstadsruit met een dwarsweg en een gedempte gracht bij de Mauritskade en de Rotterdamsebaan boven de Rijswijkseweg. Voor de Tweede Wereldoorlog was met de aanleg van de Lijnbaan en de ombouw van de Prinsegracht tot een verkeersader al een eerste aanzet gemaakt tot een schaalvergroting voor particulier verkeer. Daarbij kwamen ook enkele doorbraken zoals de Hofweg, Torenstraat en de Grote Marktstraat. 
Dooievaar was handig in het met fotomontages visueel maken van de gevolgen van al deze maatregelen en vond in de Haagsche Courant een medestander. Iedere week besteedde deze krant een hele pagina met de montagefoto’s om de gevolgen voor de stad van deze verkeersplannen duidelijk te maken. Volgens de werkgroep Dooievaar zouden er in plaats van autowegen meer fietspaden moeten komen en moesten de parkeergarages niet midden in de stad worden gebouwd maar op afstand, met pendeldiensten voor de bezoekers. De auto’s moesten om het centrum rijden over wegen die daarvoor geschikt waren. Een visie die in 2009 voor een groot deel werd gerealiseerd via het gemeentelijke Verkeerscirculatieplan. In voorliggende jaren was het Prins Bernhardviaduct deels afgebroken. Toch zijn later diverse parkeergarages in het centrum gebouwd.

### Kentering
Dooievaar opende de ogen van de politiek maar er was al veel schade aangericht. Dichtgetimmerde en verwaarloosde panden, langs de plekken die voor het zuidelijke gedeelte van de binnenstadsruit waren gereserveerd, verloederden grote delen van deze stadsdelen. De Koekamplus vond geen genade bij Dooievaar en hun succesvolle actie laat de gemeente op haar schreden terugkeren. Uiteindelijk worden de trams op straatniveau voor de route centrum - Centraal Station - Bosbrug sinds 1983 via een lus langs de Schedeldoekshaven geleid. De gemeente bleef voor de semimetro vasthouden aan een ondertunneling van de Grote Marktstraat met een aftakking naar het Spui in de richting van Rijswijk. Na de Grote Marktstraat moest de lijn toch via Jan Hendrikstraat en de al gedeeltelijk afgebroken wijk Kortenbos ondergronds naar de Laan van Meerdervoort worden gevoerd. 
Het enthousiasme verdween in de gemeenteraad en uiteindelijk viel in februari 1975 het besluit: geen verdere aanleg van semimetrotrajecten. Het werd ambtenaren zelfs verboden om het woord semimetro nog te gebruiken. De geplande tunnels uit de nota kwamen er dan ook niet. Als alternatief voor de tunnel voor lijn 6 werd een route via de Apeldoornselaan bedacht. Dat was het zesde alternatief voor wat in het plan Lehner stond. Uiteindelijk werd die route op de Apeldoornselaan aangelegd in 2005, maar dan voor RandstadRail 4. 
Na het verbod op semimetro sprak men van "sneltram". Op lijnennetkaarten uit 1976-1981 wordt die term dan ook gebruikt, en het traject speciaal aangeduid, net als de vier haltes/stations. In 1981 is dit allemaal voorbij en wordt ook "sneltram" niet meer gebruikt.